# São Lucas (Cuanza Sul)
São Lucas é uma vila e comuna angolana que se localiza na província de Cuanza Sul, pertencente ao município de Mussende.